# Тугузбаева (деревня)
Тугузбаева — деревня в Аргаяшском районе Челябинской области, входит в состав Дербишевского сельского поселения.

## География
Расположена в восточной части района, на берегу озера Яу-Балык. Расстояние до районного центра села Аргаяш составляет 25 км, до центра сельского поселения Дербишева — 5 км. 

## История
Деревня основана после 1742 года башкирами Каратабынской волости из команды старшины Исы Тактингулова, названа по имени одного из первопоселенцев.

## Население
| 2002 | 2010 |
| ---- | ---- |
| 117  | ↗126 |

(в 1868 — 160, в 1889 — 159, в 1900 — 164, в 1916 — 153, в 1959 — 119, в 1970 — 198, в 1995 — 130)

## Улицы
- Улица Братьев Баймухаметовых
- Лесная улица
- Накаевская улица
- Озёрная улица
- Центральная улица